# Puynormand
Puynormand – miejscowość i gmina we Francji, w regionie Nowa Akwitania, w departamencie Żyronda.
Według danych na rok 2009 gminę zamieszkiwały 310 osoby, a gęstość zaludnienia wynosiła 40 osób/km² (wśród 2290 gmin Akwitanii Puynormand plasuje się na 934. miejscu pod względem liczby ludności, natomiast pod względem powierzchni na miejscu 1229.).